# Semibugula yezoensis
Semibugula yezoensis is een mosdiertjessoort uit de familie van de Candidae. De wetenschappelijke naam van de soort is, als Bugulicellaria yezoensis, voor het eerst geldig gepubliceerd in 1957 door Mawatari.